# Egon Wochatz

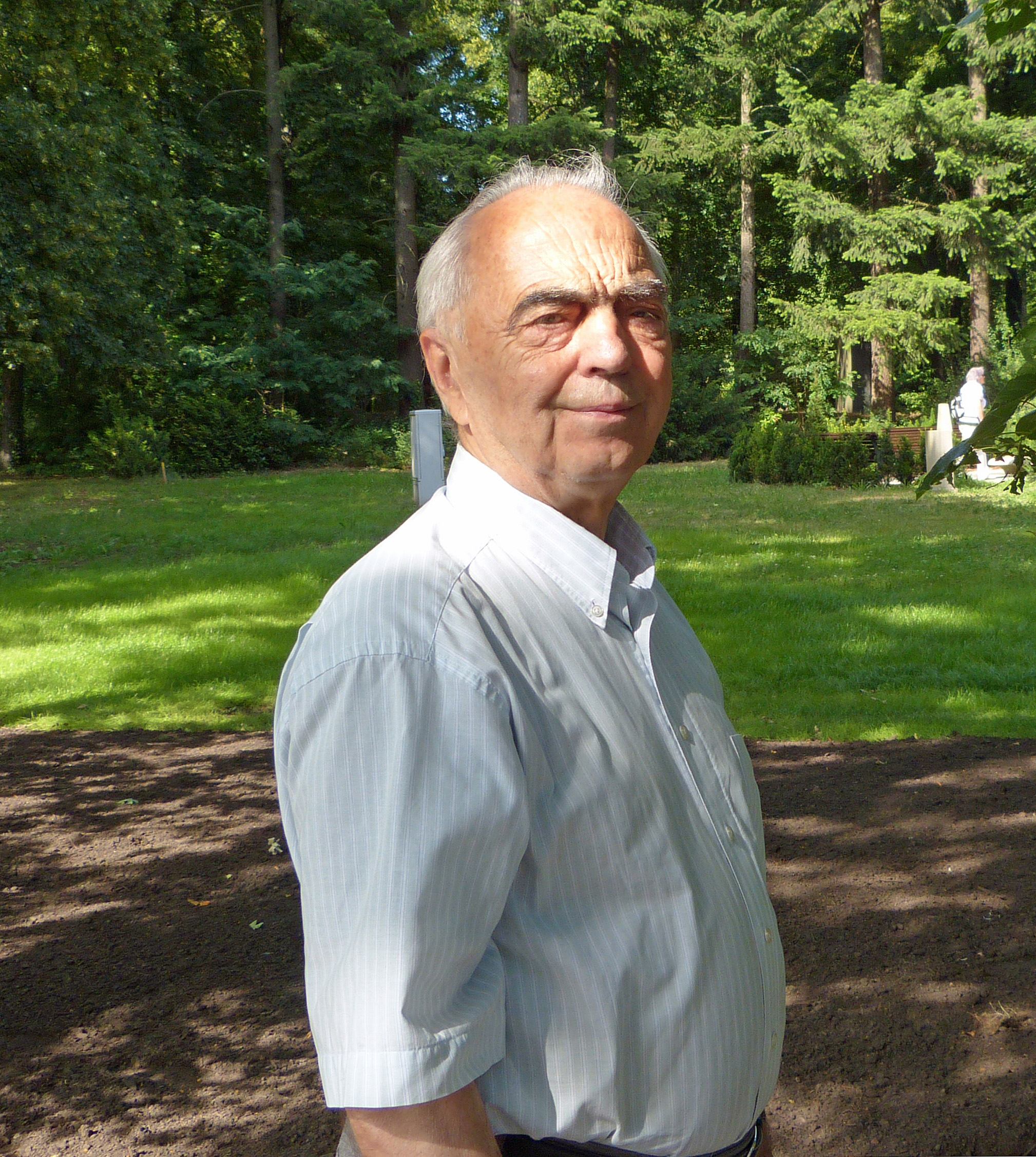
Egon Wochatz (2014)

Egon Wochatz (* 6. Dezember 1936 in Spremberg; † 14. Dezember 2020 ebenda) war ein deutscher Politiker (CDU).

## Persönliches
Wochatz wuchs zusammen mit seiner älteren Schwester und seinem elternlosen Cousin in einfachen Verhältnissen in Spremberg auf. Seine Mutter war Näherin, der Vater fiel im Zweiten Weltkrieg am 29. August 1942 in der Nähe von Stalingrad. 
Von 1955 bis 1958 absolvierte Wochatz in Leipzig ein Studium zum Lehrer für Deutsch und Geschichte. Von 1958 bis 1960 diente er als Freiwilliger bei der Artillerie der Nationalen Volksarmee.
1960 wurde er dem Schulkombinat in Graustein zugeteilt, wo er ab dem 1. September 1960 als Lehrer in den Orten Graustein, Reuthen, Lieskau und Schönheide tätig war. 1965, mit Auflösung des Schulkombinates, wechselte Wochatz an die Rosa-Luxemburg-Oberschule nach Spremberg, an der er bis 1972 unterrichtete. Während dieser Zeit absolvierte er ein Zusatzfernstudium zur Lehrbefähigung für die Klassen 11 und 12.
Von 1972 bis 1980 war Wochatz Lehrer an der Betriebsberufsschule Dr. Theodor Neubauer der Kraftwerke Lübbenau und Vetschau im Bereich Berufsausbildung mit Abitur. Im Jahr 1980 verließ er, nach gesundheitlichen und privaten Problemen, den Schuldienst. In den Jahren 1983 bis 1986 war er Hausmeister in einem kirchlichen Altersheim in Spremberg tätig.
Er hat aus seiner ersten Ehe, die 1980 geschieden wurde, drei Kinder. Zwei weitere Kinder brachte seine Frau in zweiter Ehe mit.

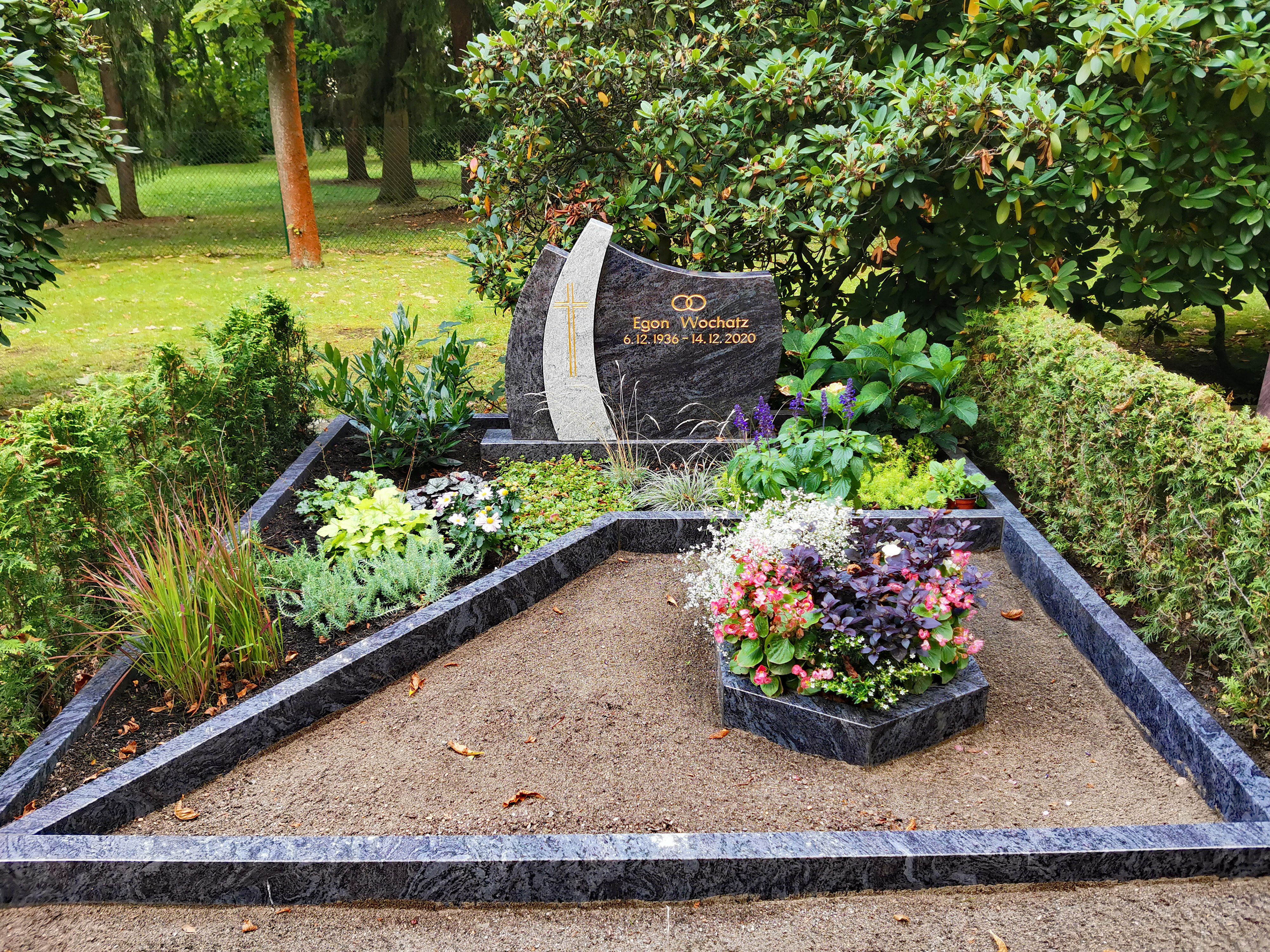
Grabstätte von Egon Wochatz auf dem Georgenbergfriedhof in Spremberg

Wochatz starb nach kurzer schwerer Krankheit am 14. Dezember 2020 in Spremberg. Die Trauerfeier fand am 15. Januar 2021 in der Kreuzkirche in Spremberg statt. Die Urnen-Beisetzung erfolgte anschließend auf dem Spremberger Georgenberg Friedhof.

## Politik
Wochatz trat 1968 in die CDU, eine der Blockparteien in der DDR, ein. Mit dem Beitritt in die CDU wollte er zum Ausdruck bringen, dass er mit dem Vorgehen der verbündeten Warschauer Staaten gegen den Prager Frühling in der ČSSR nicht einverstanden war.
1986 wurde Wochatz Kreissekretär der CDU in Spremberg. Von 2003 bis Oktober 2010 war er Vorsitzender und von Oktober 2010 bis zu seinem Ausscheiden im Mai 2014 stellvertretender Vorsitzender der CDU-Fraktion des Kreistags des Landkreises Spree-Neiße.

### Bürgermeister von Spremberg
Nach der politischen Wende in der DDR im Herbst 1989 fanden am 6. Mai 1990 die ersten freien Kommunalwahlen in Spremberg statt. Als stärkste Partei ging hierbei die CDU hervor. Keine der unterlegenen Parteien stellte, vermutlich aus Unkenntnis der Sachlage, einen Kandidaten für das Bürgermeisteramt auf. Egon Wochatz wurde vom Stadtverband der CDU für dieses Amt vorgeschlagen. Am 31. Mai 1990 wurde er zum Bürgermeister der Stadt Spremberg gewählt und nahm am 1. Juni 1990 seine Tätigkeit auf. Er war damit der erste Bürgermeister nach der politischen Wende und auch der letzte Bürgermeister der Stadt Spremberg in der DDR. Am 11. Dezember 1993 wurde Wochatz mit 65,5 % der abgegebenen Stimmen für weitere acht Jahre im Amt als Bürgermeister bestätigt. Im Mai 2002 schied er mit Erreichen des Rentenalters aus dem aktiven Berufsleben aus. Seitdem war er bis zu seinem Tod im Dezember 2020 in der CDU-Fraktion der Stadtverordnetenversammlung Spremberg als Abgeordneter tätig.
In seine Amtszeit fallen kommunale Initiativen und Ereignisse wie:
- der Erhalt des Standortes des Gaskombinates Schwarze Pumpe, welches nach seiner Neustrukturierung nun als Industriepark Schwarze Pumpe bekannt ist
- des Kraftwerks Neubau der damaligen VEAG und dem damit verbundenen Weiterbetrieb des Tagebau Welzow-Süd
- der Ansiedlung eines neuen Kunststoffwerkes der Erhard Hippe KG und einer neuen Papierfabrik der Hamburger Rieger GmbH
- der Weiterbetrieb des Krankenhauses Spremberg, welches über ein in Deutschland einmaliges Gesellschaftermodell verfügt

Als sein größter Erfolg im innerstädtischen Bereich gilt die Bebauung des Marktplatzes von Spremberg, der seit seiner Zerstörung zum Kriegsende 1945 an zwei Seiten unbebaut geblieben war und die komplette Sanierung der Haupteinkaufsstraße (Lange Straße). Aber auch den Verlust von Traditionsunternehmen wie die Stilllegung des Kraftwerk Trattendorf, die Abwicklung der Spremberger Textilbetriebe oder die Schließung des Spremberger Vordruckverlages musste er hinnehmen.

## Sonstiges
- 1997 wurde Wochatz von einem Mann darauf angesprochen, ob es möglich wäre in Spremberg, wo er als 18-Jähriger in der 10. SS-Panzer-Division „Frundsberg“ gedient hatte, für seine gefallenen Kameraden einen Gedenkstein aufstellen zu lassen. Ohne Rücksprache mit der Stadtverordnetenversammlung oder anderen Gremien befürwortete Wochatz dies, bestand jedoch auf eine neutrale Inschrift. Ohne weitere Absprachen über diese Inschrift wurde der Gedenkstein dann im Frühjahr 1998 nach Spremberg verbracht. Wochatz lehnte die schon eingearbeitete Inschrift – „Zu Ehren unser gefallenen Kameraden“ – Die Veteranen der Panzerdivision Frundsberg – ab, da die Inschrift keineswegs neutral sei und auf den Zusatz „Panzerdivision“ verzichtet werden müsste. Nachdem der Sachverhalt öffentlich geworden war, sah sich Wochatz massiven Protesten aus allen politischen Lagern ausgesetzt. Der sichergestellte Stein wurde letztendlich nicht aufgestellt und den Stiftern zurückgegeben.[2]
- Am 13. Februar 1999 kam es in Guben zu Übergriffen auf Asylbewerber, wobei Farid Guendoul, der unter falscher Identität als Omar Ben Noui in Deutschland eingereist war, zu Tode kam. Darauf angesprochen, erwiderte Wochatz: „Was hatte der nachts auf der Straße zu suchen? Noch dazu in einem Ort, wo sich nicht sein Asylbewerberheim befand.“, und meinte, ein Ausländer, der hier mit einer verheirateten Frau anbandele, müsse damit rechnen, Ärger zu bekommen. Später entschuldigte er sich für seine Wortwahl.
- Am 6. Juni 2004 nahm Wochatz in Spremberg in seiner Funktion als Vertreter der Deutschen Kriegsgräberfürsorge an einer Gedenkfeier für Gefallene der 10. SS-Panzer-Division „Frundsberg“ teil, die in den letzten Kriegstagen 1945 im Raum Spremberg gekämpft hatten. Durch einen Zeitungsbericht bekannt geworden, sah er sich einer bundesweiten Medienkampagne ausgesetzt.[3]